# ミン・ウク
ミン・ウク（閔 旭、朝鮮語: 민욱、1947年11月26日 - 2017年3月2日）は、大韓民国の俳優。
本名は閔 宇基（ミン・ウギ、민우기）。ソウル出身。徐羅伐芸術大学校（現・中央大学校）卒。1968年に演劇俳優としてキャリアを始め、翌年にKBS第8期公開採用タレントとして登場し、その後も様々なドラマや映画に出演した。頭頸部癌により闘病中に69歳で死去した。